# ベルナルト・デ・ヴェンタドルン
ベルナルト・デ・ヴェンタドルン（Bernart de Ventadornまたはベルナール・ド・ヴァンタドゥール Bernard de Ventadour, 生年：1130年ごろ - 1140年ごろ ～ 没年：1190年ごろ - 1200年ごろ）は中世プロヴァンスを代表するトルバドゥール。
トルバドゥールのユク・デ・サンシルク Uc de Saint Circ（1217年? - 1253年?）によると、ヴェンタドルンはヴァンタドゥール城(現在のコレーズ県ムスティエ＝ヴァンタドゥール)のパン職人の息子だったというが、年少のピエレ・ダルヴェルニェ Peire d'Alvernhaによる諷刺詩によると、父親は従者か兵士またはパン職人のいずれかで、母親も腰元かパン職人のいずれかだったという。ヴェンタドルン本人の初期の詩『 Lo temps vai e ven e vire』によると、保護者のヴェンタドルン子爵エブル3世から歌唱法と読み書きを学んだらしい。最初のいくつかの詩歌は、庇護者の奥方マルグリート・ド・テュレンヌのために創られた。
ヴェンタドルンはマルグリートと恋に落ちたためにヴァンタドゥール城を去ることを余儀なくされ、モンリュソンMontluçon やトゥールーズに旅し、ついにはアリエノール・ダキテーヌに従ってイングランドに渡り、プランタジネット朝の宮廷に仕えた。以上はヴェンタドルン自身の詩によって明らかにされている。その後トゥールーズに戻り、その地でトゥールーズ伯レーモン5世に仕える。さらにその後ドルドーニュに行き、修道院に入った。その地で亡くなったらしい。愛の主題を格調ある明澄な言葉で歌いあげ、トルバドール詩人中のラシーヌと称されている。以下に彼のカンソの一部を紹介する。

ベルナルト・ヴェンタドルンは、12世紀の世俗歌曲の作曲家の中でも、現存する作品数において特異である。45点の詩のうち18点が、無傷のまま旋律が伝えられている。これはトルバドゥールの歌曲としては珍しいことである。アルビ十字軍が南仏の地を蹂躙してトルバドゥールを追い散らし、多くの資料を破壊したからである。これに比べると北フランスのトルヴェール歌曲は、伝承率がぐんと上がる。
しばしばヴェンタドルンは、トゥルヴェールの伝統が北仏において発展する上で最も重要な影響力をもっていたと見做されている。ヴェンタドルンは北フランスでも有名であり、その旋律は広く流布し、初期のトゥルヴェールの作曲家によって模倣されたからである。